# Peugeot 508
Peugeot 508 (укр. Пежо 508) — сімейні автомобілі, що виробляються компанією Peugeot з 2010 року і замінили в модельному ряді одразу дві моделі різних класів Peugeot 407 і Peugeot 607.

## Перше покоління (2010—2018)

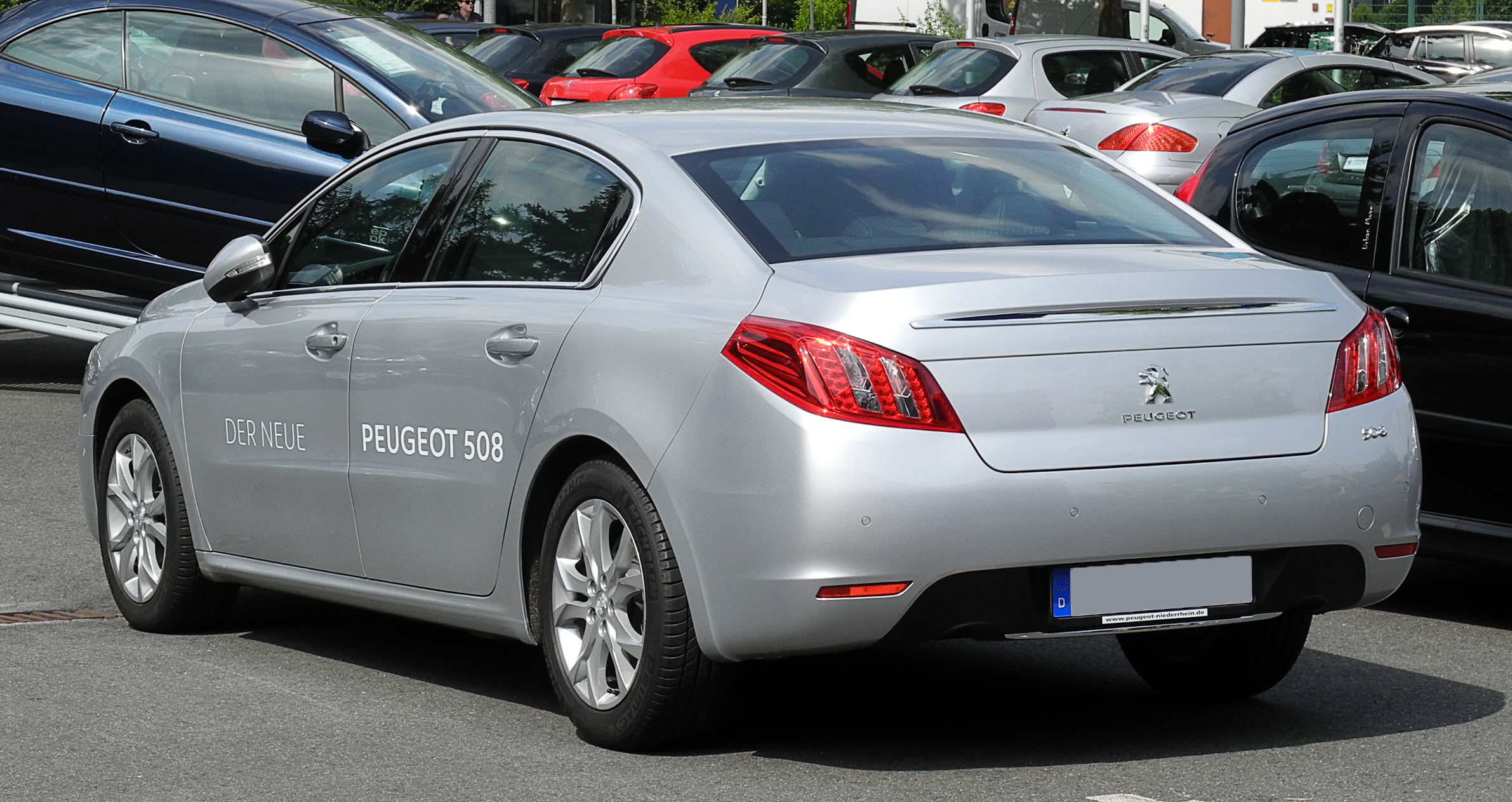
Peugeot 508 (2010—2014)

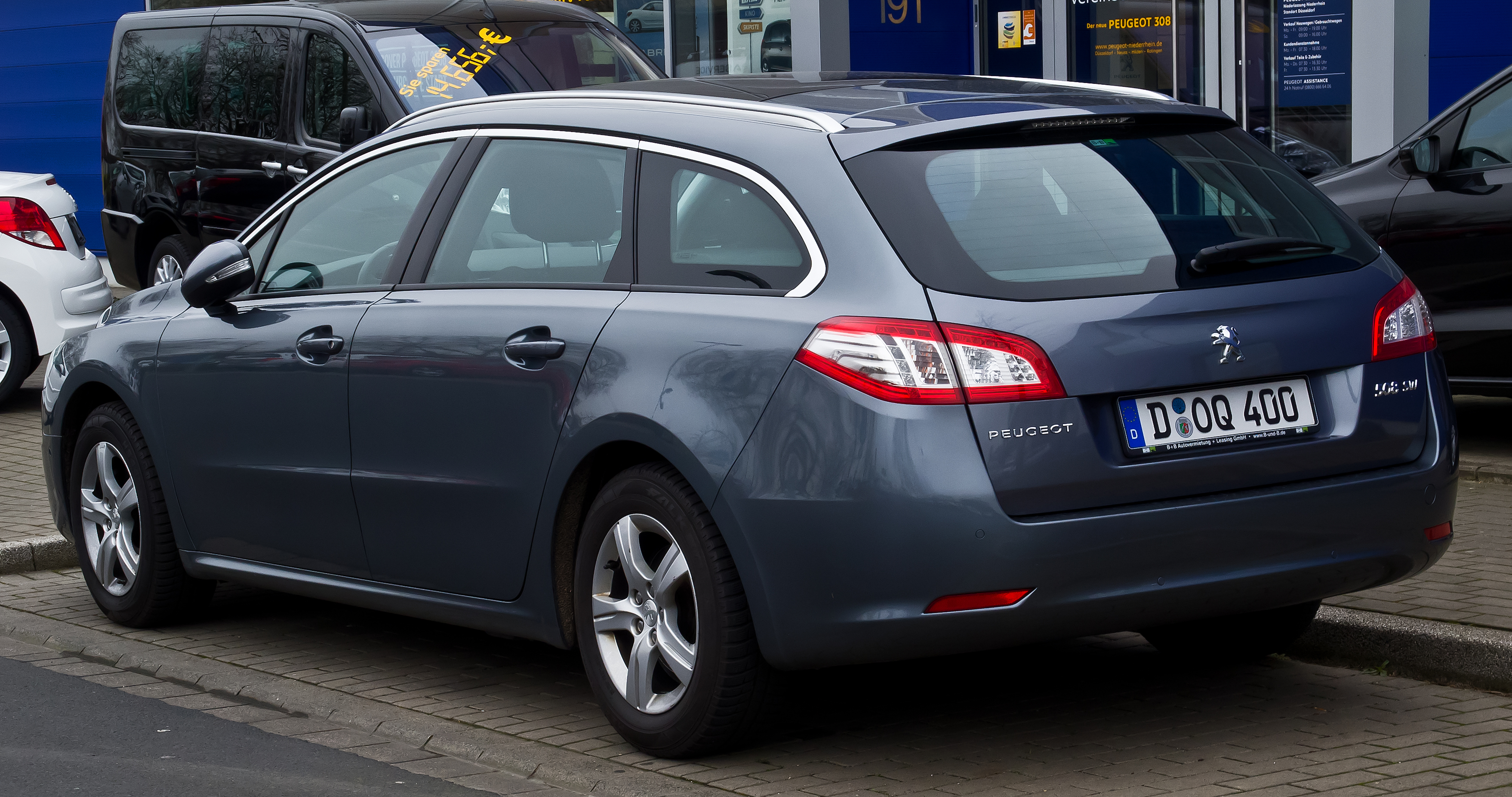
Peugeot 508 SW (2010—2014)

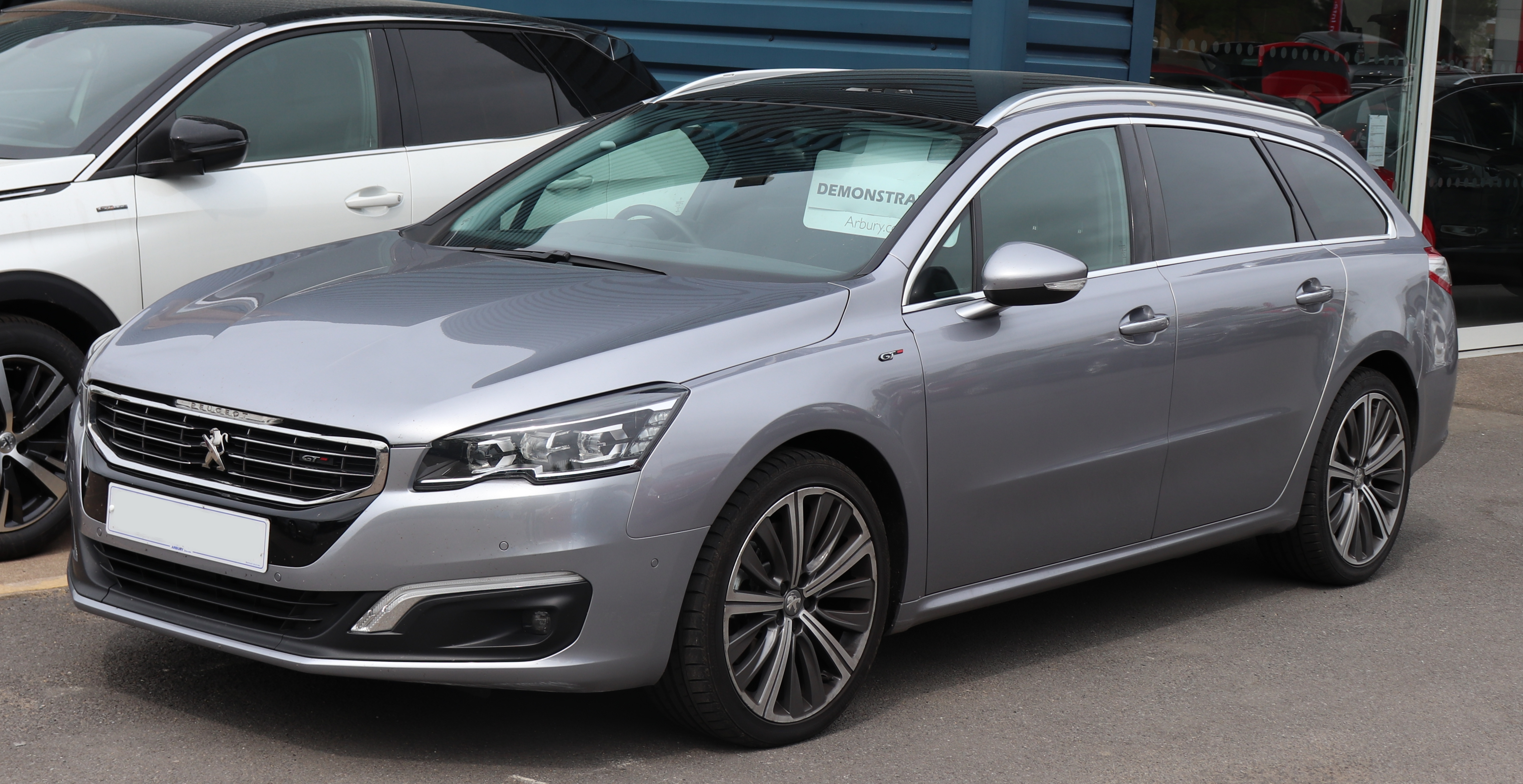
Peugeot 508 SW (2014—2018)

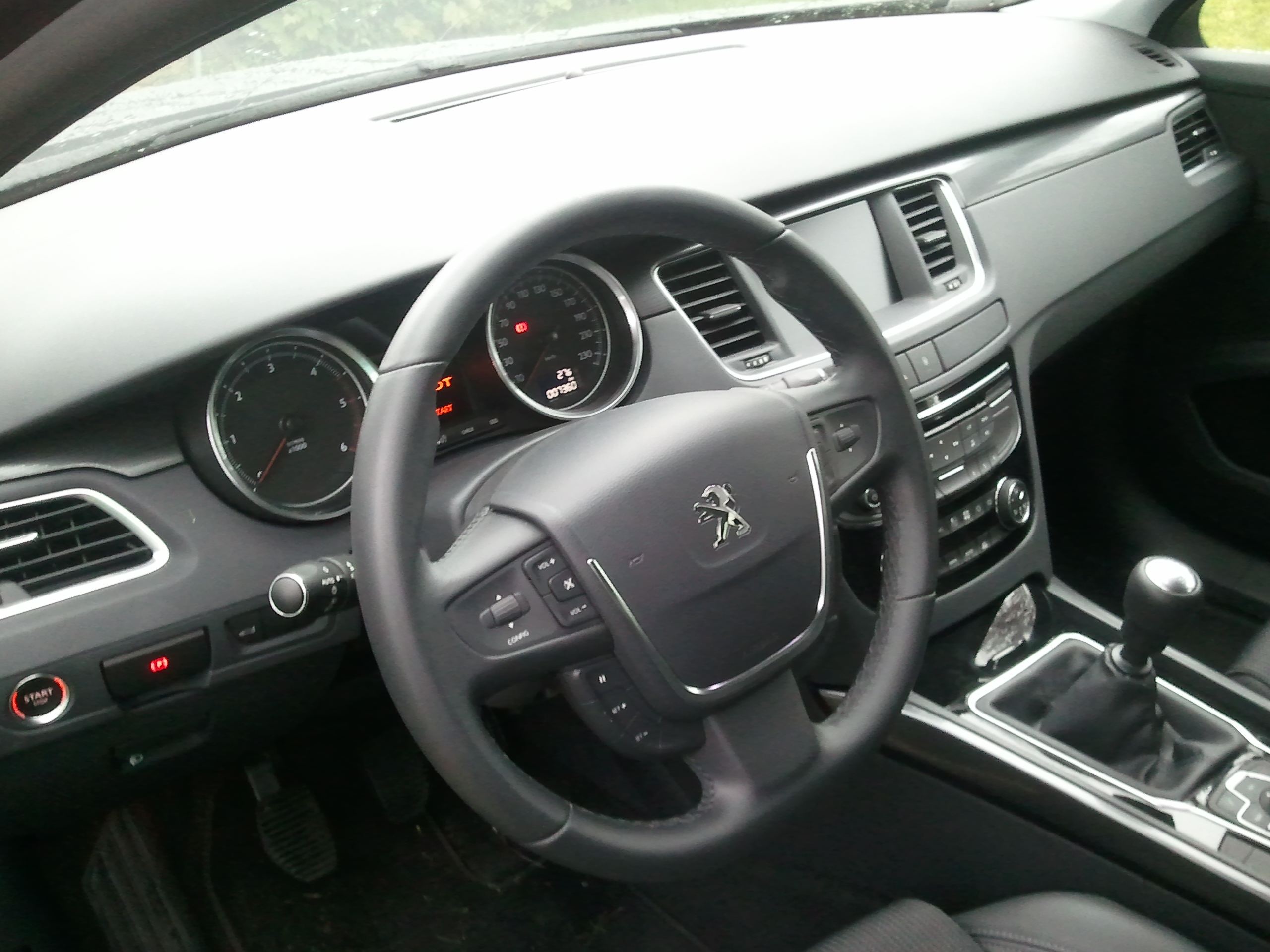
Салон Peugeot 508

Остаточні подробиці і зображення просочилися в мережу 12 липня 2010 року, 6 вересня 2010 року Peugeot випустила додаткову інформацію про автомобіль. Модель офіційно представлена на Паризькому автосалоні восени 2010 року. Автомобіль виготовляється в версії седана та універсала, він побудований на тій ж платформі PSA PF3, що Citroën C5, Citroën DS5 та Peugeot 407. Також 508-ий — продовження 500-ї серії Peugeot, що обірвалась в 1992 році на моделі 505.
У березні 2011 року на автосалоні в Женеві французи представили універсал 508 SW, який був трохи довшим за седан.
Обсяг багажника у універсала становив від 660 до 1865 л при навантаженні під стелю. У седана той же показник — від 545 л до тисячі п'ятсот вісімдесят одна.
З 2012 року клієнтам запропонували дизель-електричну силову установку, що складається з 163-сильного двигуна і 37-сильного електромотора.
У 2014 році 508 піддався плановому оновленню, після якого змінилися решітка радіатора, капот, фари і ліхтарі, а також бампери. Французи оптимізували бензинові і дизельні агрегати, зробивши їх могутніше і економічніше.
Peugeot 508 доступний у чотирьох версіях комплектацій різного рівня: Active, Allure, GT Line і GT.
Базова версія Active оснащена всім необхідним: електричними склопідйомниками, інформаційно-розважальною системою з 7-дюймовим сенсорним екраном, супутниковою навігацією, функцією Bluetooth-з'єднання, цифровим радіо, 17-дюймовими литими дисками, кондиціонером, круїз-контролем, світлодіодними денними ходовими вогнями і задніми паркувальними сенсорами.
У версію Allure додатково включаються: система безключового доступу в автомобіль, камера заднього виду, часткове шкіряне оздоблення, функція підігріву сидінь, 18-дюймові литі диски і електронне стоянкове гальмо.
У комплектацію GT Line, також, входять: видозмінені 18-дюймові литі диски і радіаторна решітка, подвійна вихлопна труба, світлодіодні передні фари, червона прострочка оббивки сидінь.
Найдорожча версія — GT, яка комплектується виключно 2.2-літровим дизельним двигуном недоступним у інших версіях окрім GT, включає: повністю шкіряні сидіння (з функцією масажу для водія), кольоровий проєкційний дисплей, спортивну підвіску, яскраві ксенонові фари і 19-дюймові литі диски.
З 2011-го по 2016 рік у Європі реалізовано 346 228 машин.

### Двигуни
| Модель        | Об'єм см3 | Потужність              | Крутний момент   | Розгін      | Максимальна швидкість | Роки випуску     |
| ------------- | --------- | ----------------------- | ---------------- | ----------- | --------------------- | ---------------- |
| 120 VTi       | 1598      | 88 кВт (120 к.с.)/6000  | 156 Нм/4250      | 11,5–11,8 с | 203 км/год            | з 01/2011        |
| 155 THP       | 1598      | 115 кВт (156 к.с.)/6000 | 240 Нм/1400–4000 | 8,6–9,5 с   | 217–222 км/год        | з 03/2011        |
| HDi FAP 110   | 1560      | 82 кВт (112 к.с.)/3600  | 240 Нм/1500–3000 | 11,3–11,6 с | 188–190 км/год        | 01/2011–02]/2012 |
| HDi FAP 115   | 1560      | 84 кВт (114 к.с.)/3600  | 240 Нм/1500–3000 | 11,3–11,6 с | 188–190 км/год        | з 03/2012        |
| e-HDi FAP 110 | 1560      | 82 кВт (112 к.с.)/3600  | 270 Нм/1750–2000 | 11,9–12,3 с | 194–197 км/год        | 01/2011–02]/2012 |
| e-HDi FAP 115 | 1560      | 84 кВт (114 к.с.)/3600  | 270 Нм/1750–2000 | 11,9–12,3 с | 194–197 км/год        | з 03/2012        |
| HDi FAP 140   | 1997      | 103 кВт (140 к.с.)/4000 | 320 Нм/2000      | 9,8–10,1 с  | 210 км/год            | з 03/2011        |
| HDi FAP 160   | 1997      | 120 кВт (163 к.с.)/3750 | 340 Нм/2000–3000 | 9,2–9,5 с   | 223–225 км/год        | з 03/2011        |
| HYbrid4       | 1997      | 147 кВт (200 к.с.)/3850 | 450 Нм/1750      | 9,3 с       | 210 км/год            | з 06/2012        |
| HDi FAP 200   | 2179      | 150 кВт (204 к.с.)/3500 | 450 Нм/2000–2750 | 8,2–8,4 с   | 232–234 км/год        | з 03/2011        |

### Peugeot 508 RXH

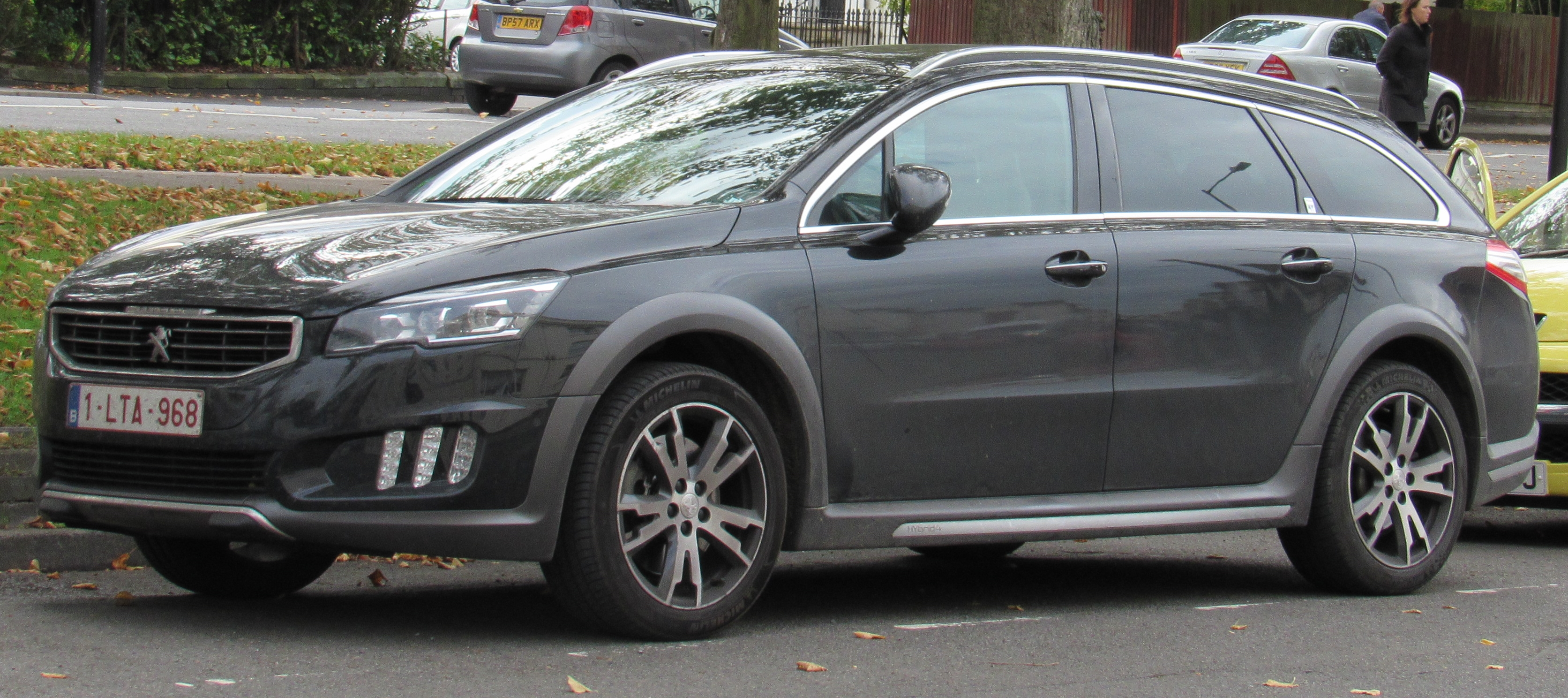
Peugeot 508 RXH

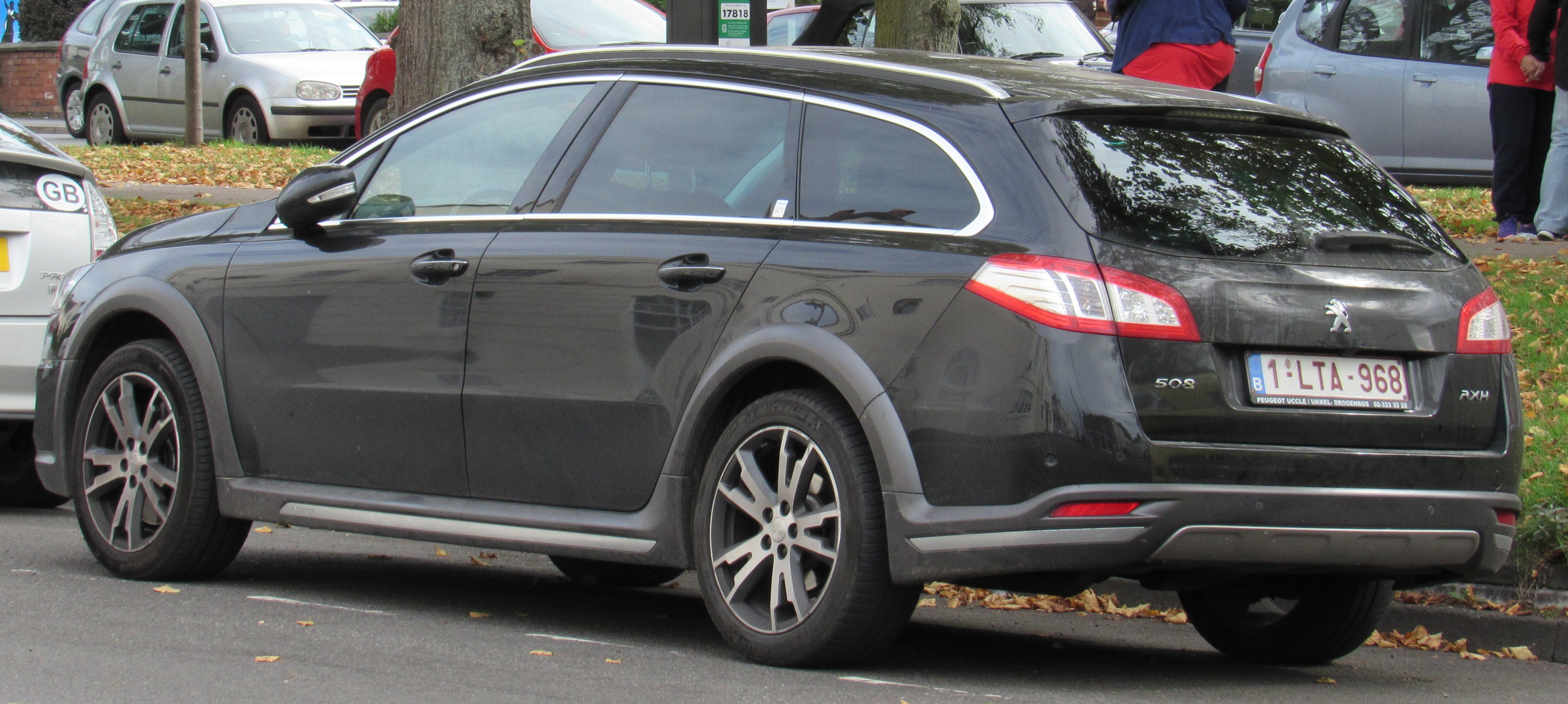
Peugeot 508 RXH

У 2011 році на Франкфуртському автосалоні Peugeot показав гібридний електричний кросовер створений на основі універсала 508. Щоб відрізнити його від інших 508, RXH має розширені колісні арки, новий передній бампер з 3 стовпцями світлодіодних фар з кожної сторони, пороги та задній бампер, що робить його подібним до позашляховика. Поєднання Hybrid4 трансмісії з дизельним двигуном 2,0 л HDi FAP 120 кВт та електромотором потужністю 28 кВт знизило витрату палива до 4,2 л/100 км. Peugeot 508 RXH з'явилася на ринку на початку 2012 року.

## Друге покоління (з 2018)

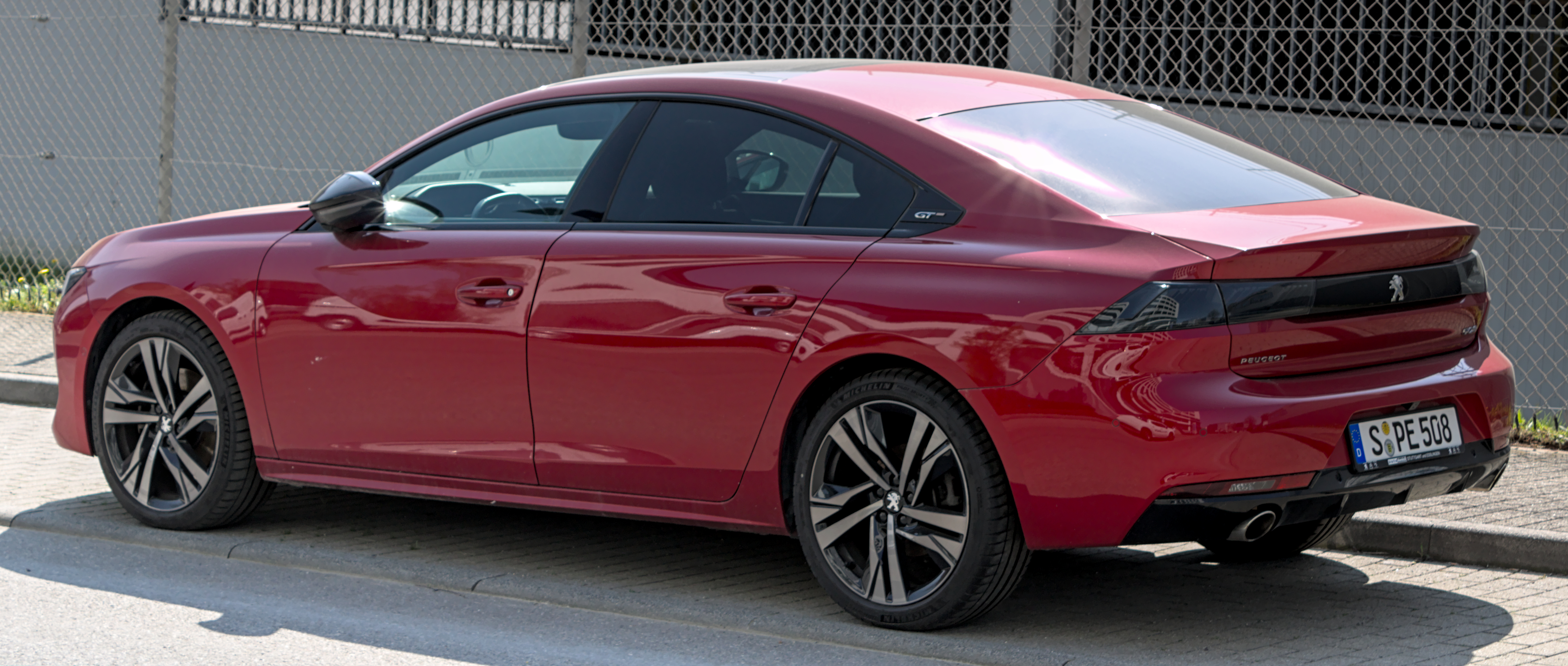
Peugeot 508 ІІ (2018–2023)

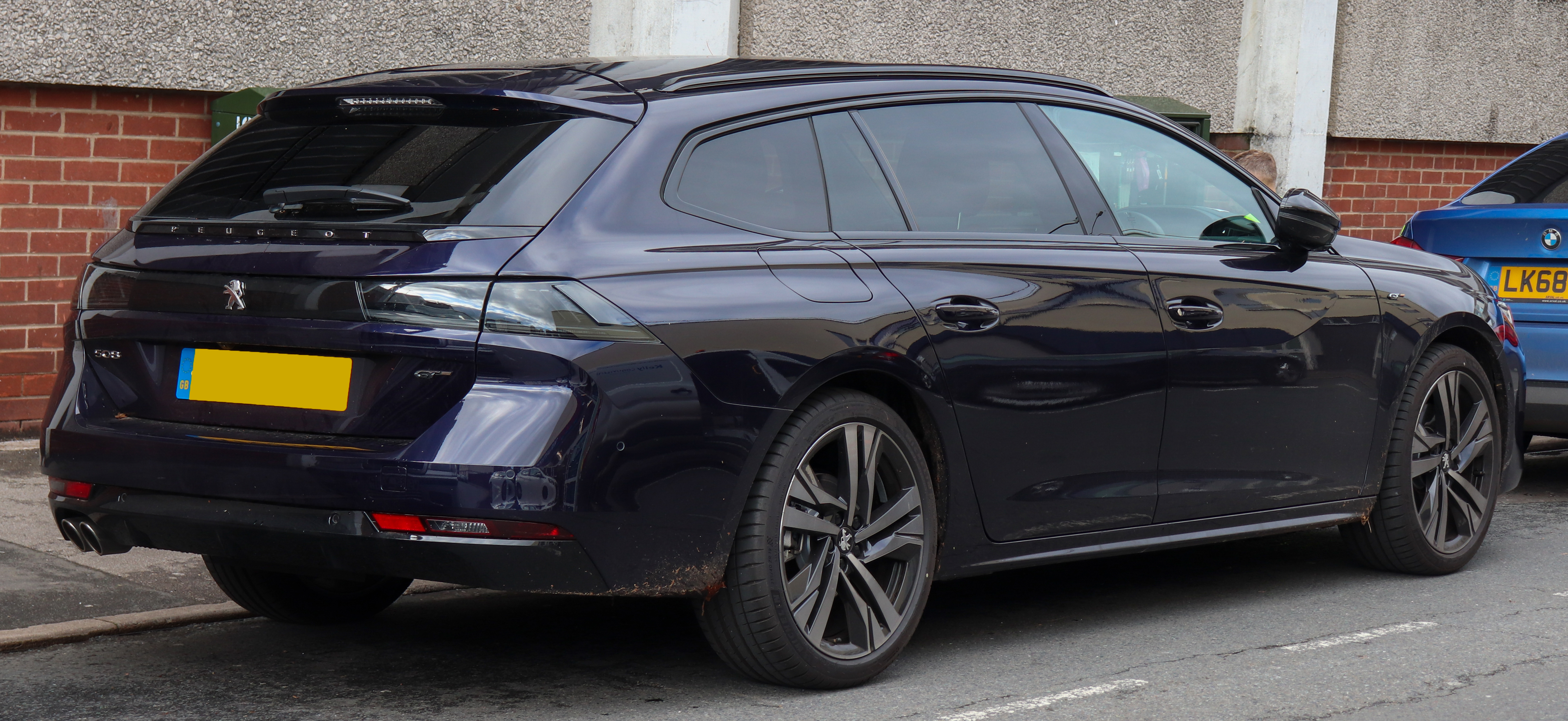
Peugeot 508 SW BlueHDi S (2018–2023)

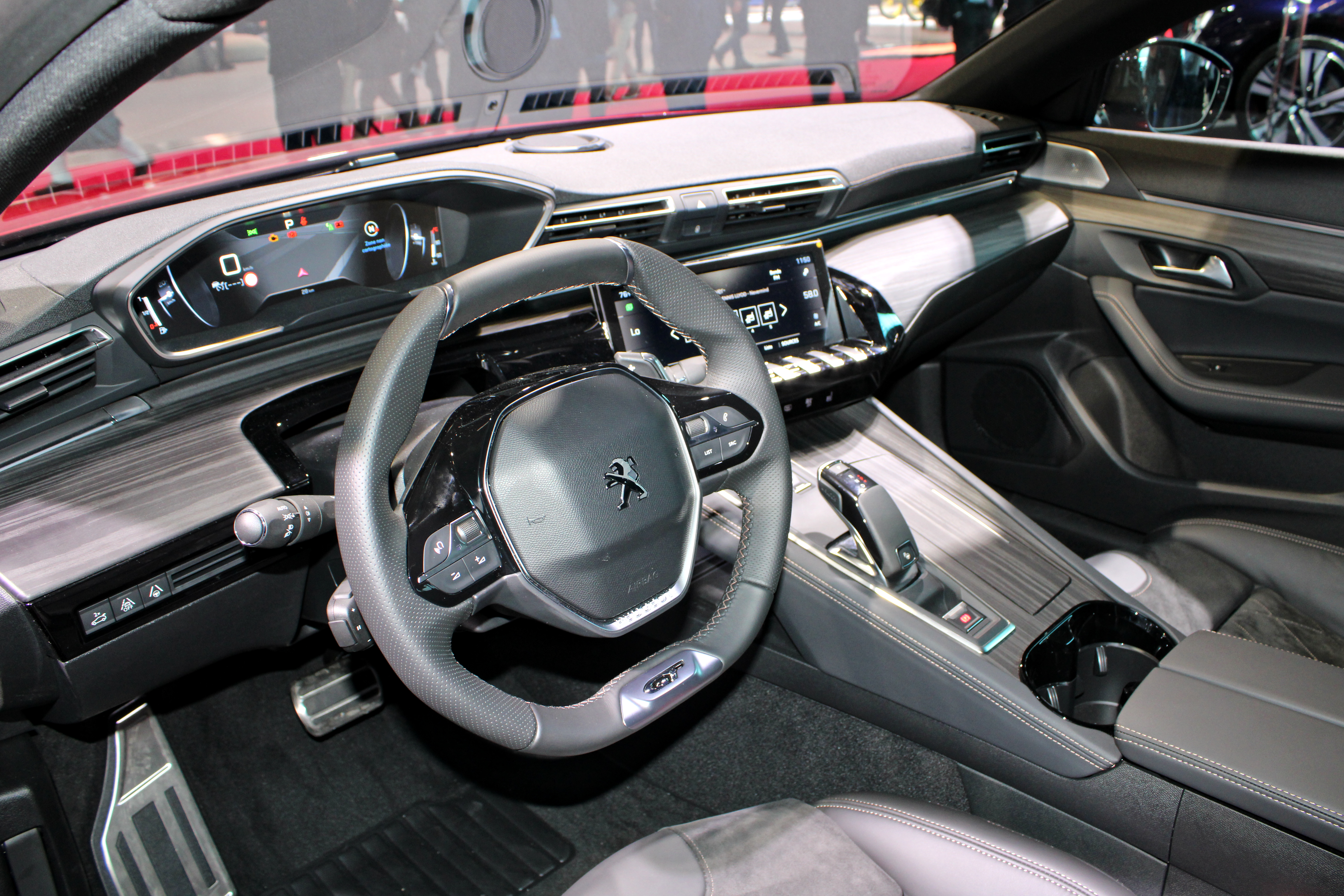
Салон (2018―2023)

22 лютого 2018 року представлено фотографії Peugeot 508 другого покоління в кузові ліфтбек, світовий дебют моделі відбувся на Женевському автосалоні на початку березня. Європейські продажі стартували у вересні. Восени представили і універсал Peugeot 508 SW. Для китайського ринку пропонується подовжена модель в кузові седан Peugeot 508L.
Автомобіль збудовано на модульній платформі EMP2 з i-Cockpit з панеллю приладів над плескатим кермом, високим центральним тунелем і характерним важелем зміни режимів автоматичною коробкою передач. дизайн автомобіля нагадує концепт-кар Peugeot Exalt 2014 року.
Конструкція кузова розроблена заново, а більша її частина складається з високоміцних сортів сталі гарячого штампування. З алюмінію зроблені капот і передні крила, а двері багажника виконана з термопластика. В середньому споряджена маса знизилася на 70 кг (колишня модель важила 1390—1760 кг). McPherson спереду і багатоважільна підвіска ззаду (замість балки, що скручується). Привід — передній.
Автомобіль отримав бензиновий двигун з турбіною 1.6 PureTech (180 і 225 к.с.) і турбодизелі 1.5 BlueHDi (130 к.с.) і 2.0 BlueHDi (160 і 180 к.с.). З шестиступеневою механічною коробкою передач можна буде замовити тільки базову дизельну модифікацію, а іншим спочатку надано восьмиступеневий «автомат» Aisin 8EAT. Плюс в другій половині 2019 року для ліфтбека підготували гібридну силову установку з підзарядкою.
Втілити в життя ідею з безрамковими дверима французам допомогли фірми SaarGummi і Inteva, які є постачальниками ущільнювачів і систем управління скла для німецьких автовиробників преміум-класу.
В Україні доступні комплектації Active, Allure та топова GT-Line.

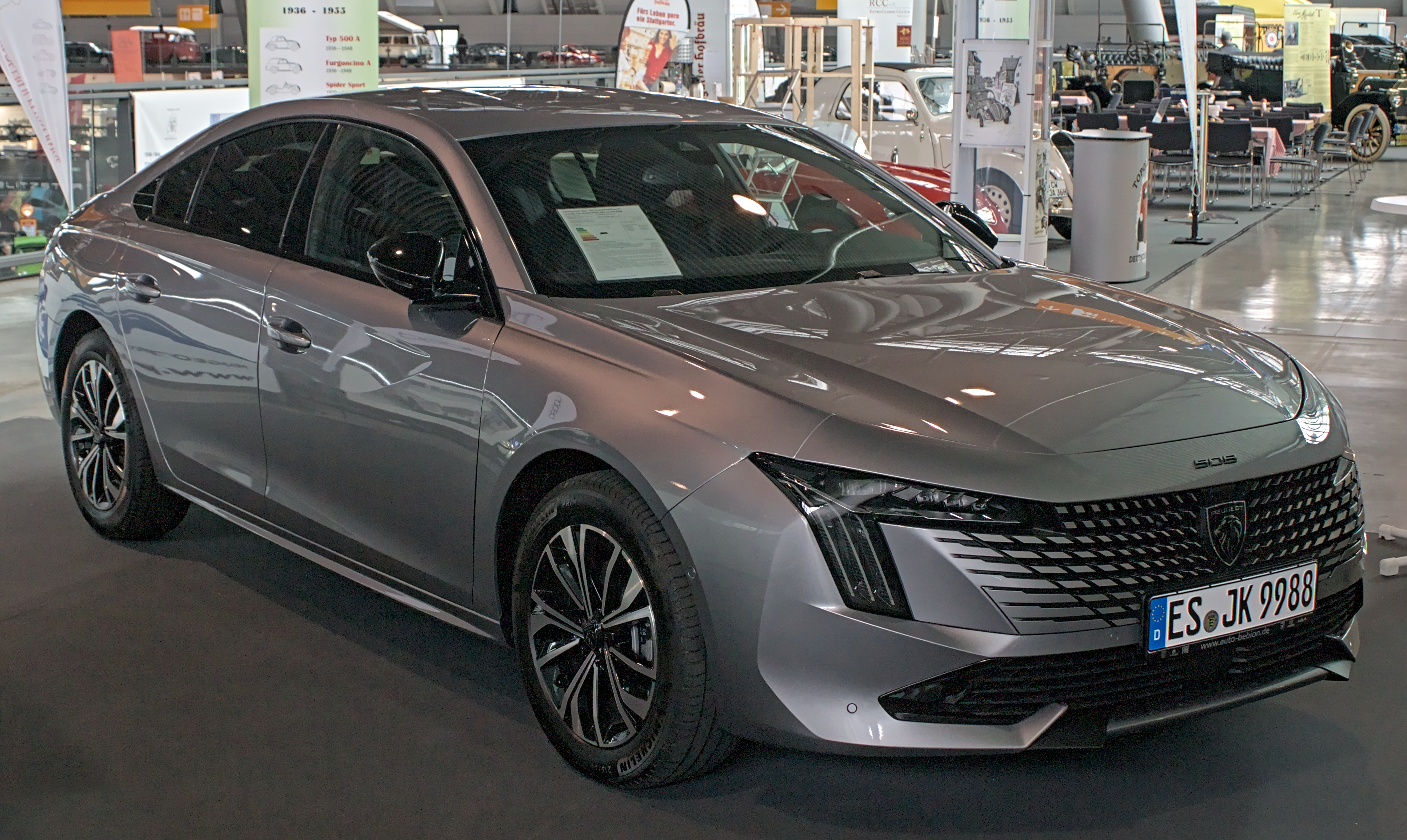
Peugeot 508 II (з 2023)

У переліку обладнання — передні сидіння з вентиляцією і масажем (вісім пневмокамер у кожного крісла), оббивка шкірою наппа, віртуальна панель приладів діагоналлю 12,3 дюйма, кольоровий проектор на лобове скло і мультимедійна система з сенсорним дисплеєм (діагональ — вісім або десять дюймів), 3D-навігацією, аудіосистемою Focal і камерою заднього виду.
Від модифікації GT звичайні версії відрізняються ґратами радіатора, заднім бампером, формою випускних патрубків і колесами. Моделі Peugeot 508 належить селектор режимів руху (Eco, Sport, Comfort і Normal).
24 лютого 2023 року Peugeot опублікував фотографії оновленої версії 508. Її стало можливим замовити з квітня 2023 року, а отримати з червня 2023 року.

### Peugeot 508 Hybrid

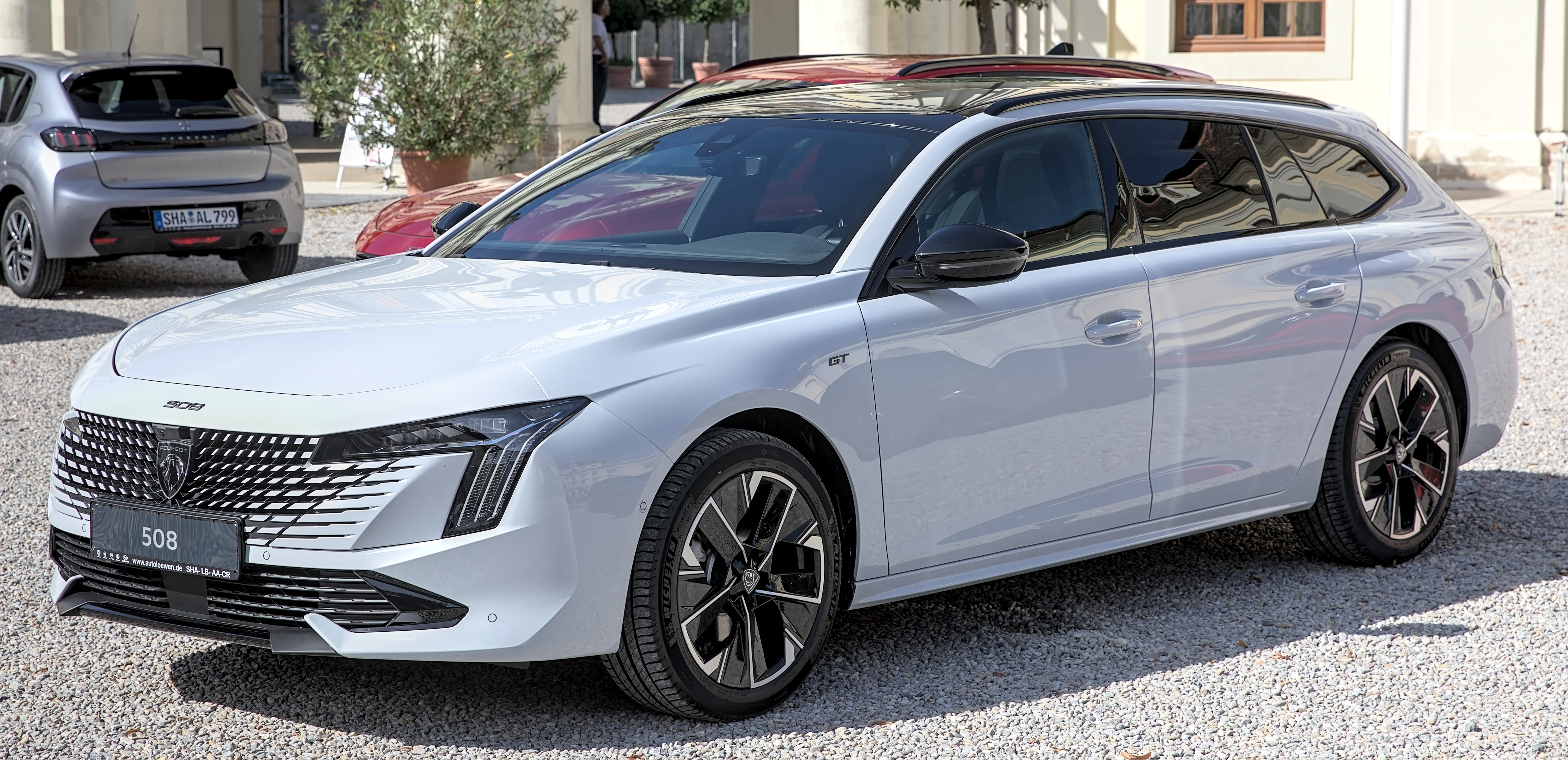
Peugeot 508 II SW (з 2023)

В вересні 2019 року в продажу поступив повнопривідний Peugeot 508 Hybrid (PHEV).
Обертанням коліс передньої осі займається бензиновий турбодвигун внутрішнього згоряння 1.6 л в парі зі стартер-генератором, що працює від 48-вольтної мережі, за задню вісь відповідає електромотор. При повністю зарядженої літій-іонної батареї, покладеної під підлогою багажника, п'ятидверка 508 GT зможе проїхати на одній електротязі до 50 км. У ланцюжку силової установки є ще одна ланка — восьмиступенева автоматична коробка передач.

### Peugeot 508 Sport Engineered

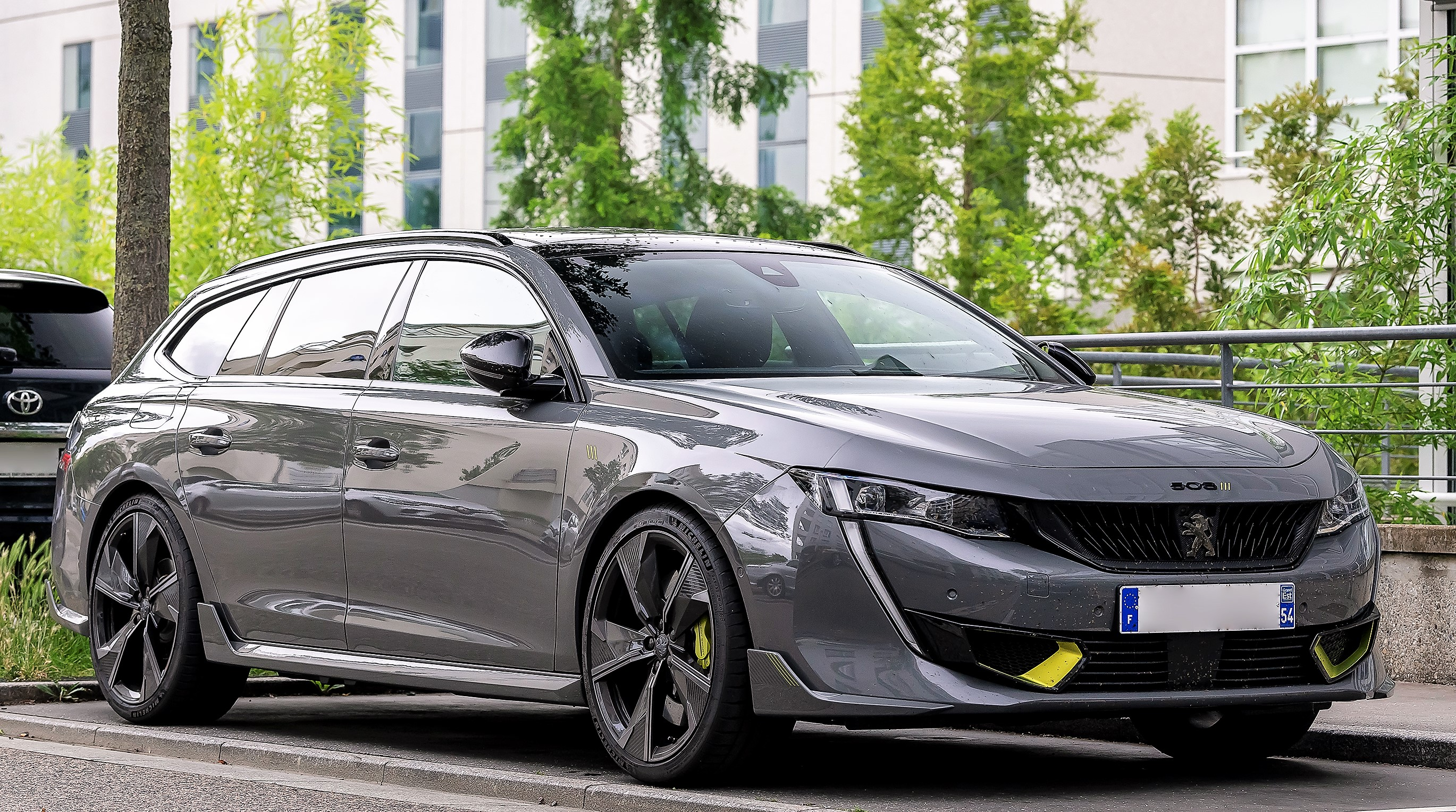
Peugeot 508 PSE SW (2020-2023)

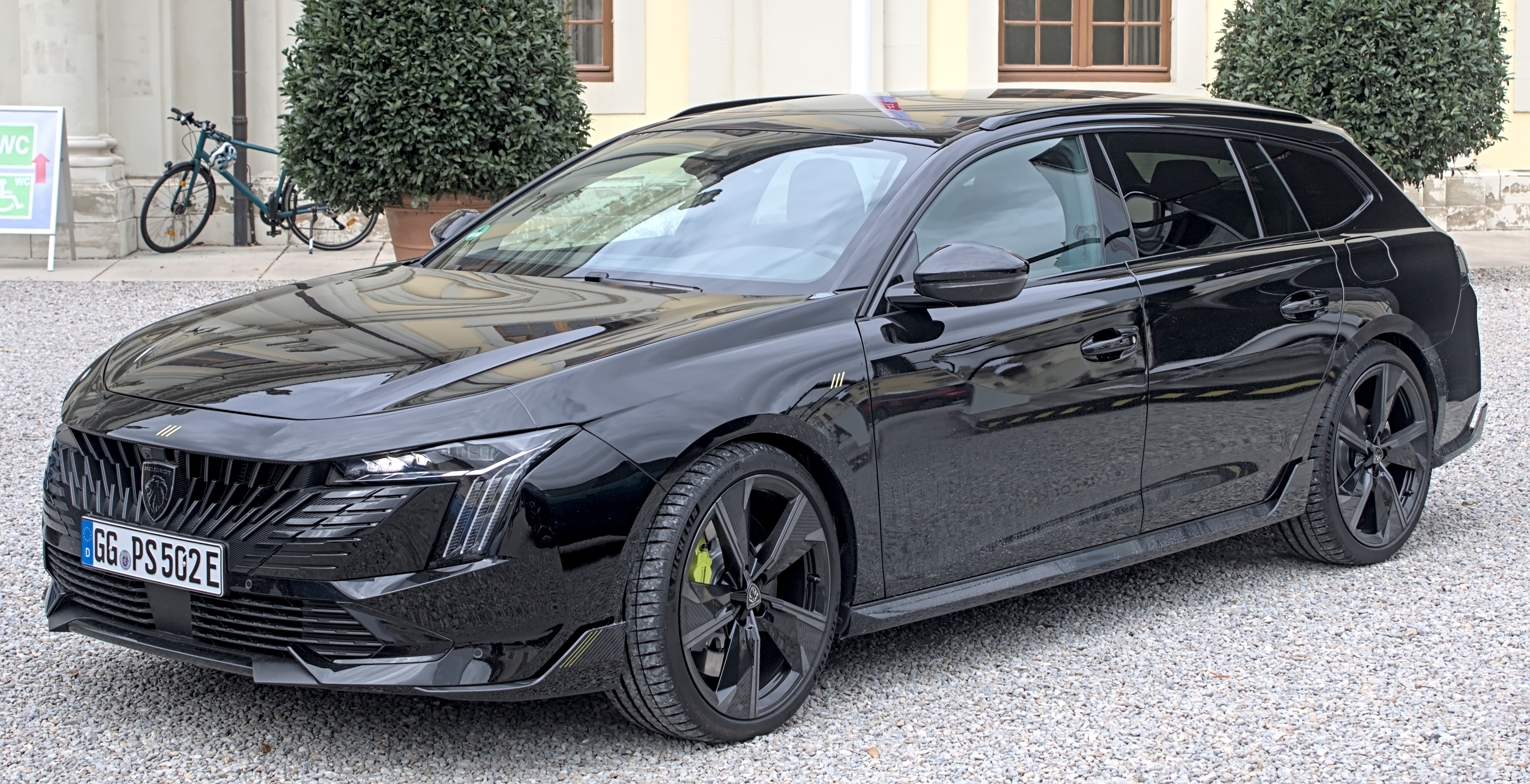
Peugeot 508 PSE SW (з 2023)

У вересні 2020 року був представлений «заряджений» гібрид 508 Sport Engineered.
Новинка стала найпотужнішим серійним автомобілем бренду, а її силова установка може розвивати потужність до 360 к.с. і 520 Нм крутного моменту.
За розрахунками Peugeot, 508 Sport Engineered має низькі викиди CO2 й мінімальну витрату палива — 46 г/км (WLTP), що еквівалентно лише 2,03 л на 100 км!
Автомобіль виробляється в Мюлузі, Франція і доступний для замовлення з середини жовтня 2020 року (у залежності від країни).

### 508L (Китай)
Прем'єра Peugeot 508L відбулася на автосалоні в Гуанчжоу в Китаї в 2018 році. У порівнянні з європейською моделлю 508, ексклюзивний для Китаю 508L має довшу колісну базу на 55 мм (2,2 дюйм), що робить довжину колісної бази 508L 2848 мм. Китайська версія 508L також на 100 мм довша в цілому, ніж 508, що продається в Європі, і становить 4870 мм.
Ще одна відмінність між двома версіями полягає в задній частині: п'ятидверна конфігурація європейського ліфтбека 508 була замінена звичайним багажником, що робить 508L традиційним чотиридверним седаном у Китаї. З точки зору стилю, безрамкові двері європейського 508 були замінені на каркасні для 508L.
Седн отримав фейсліфтинг у середині 2023 року.

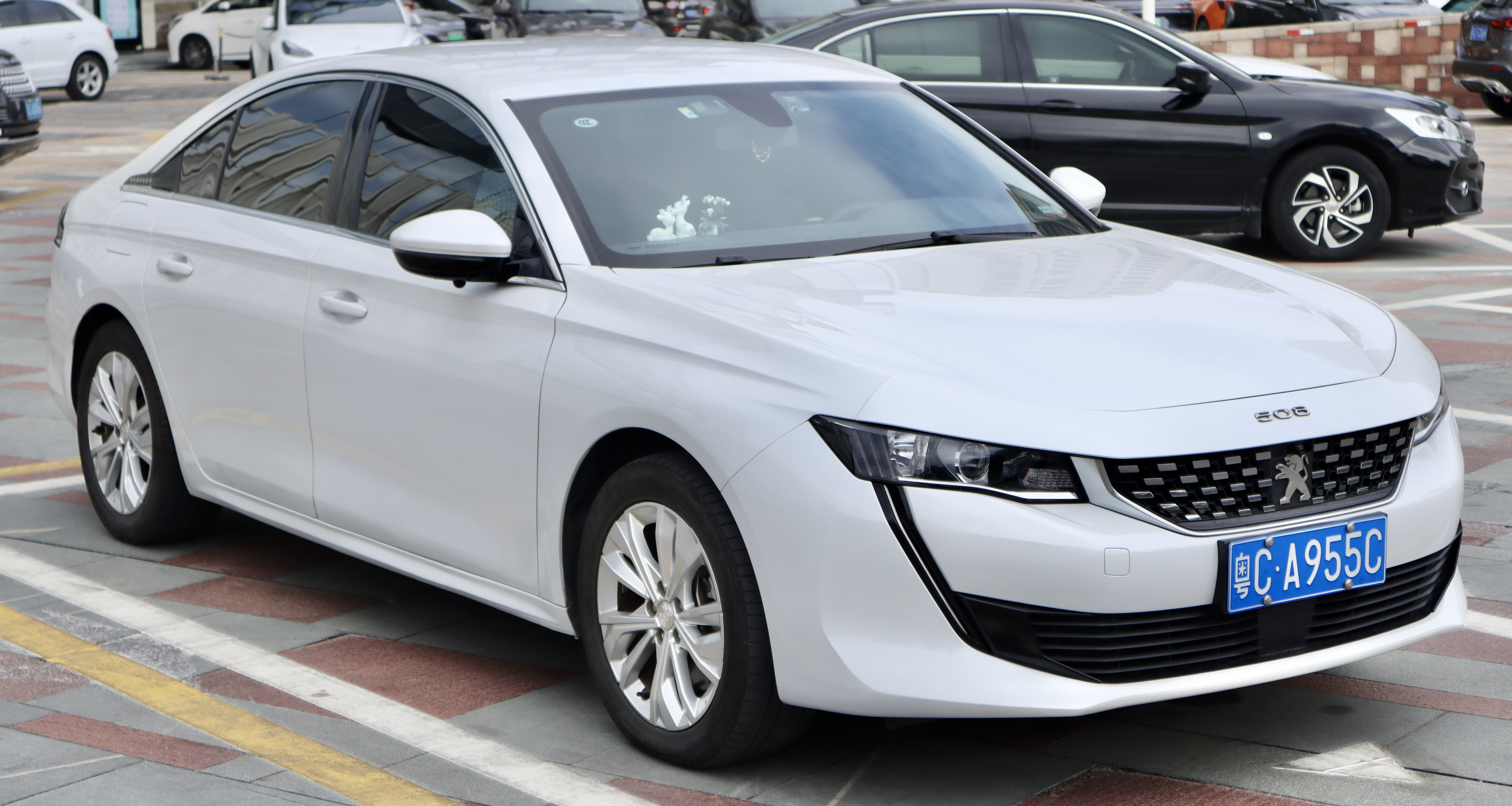
дофейсліфтинговий 508L (вид спереду)
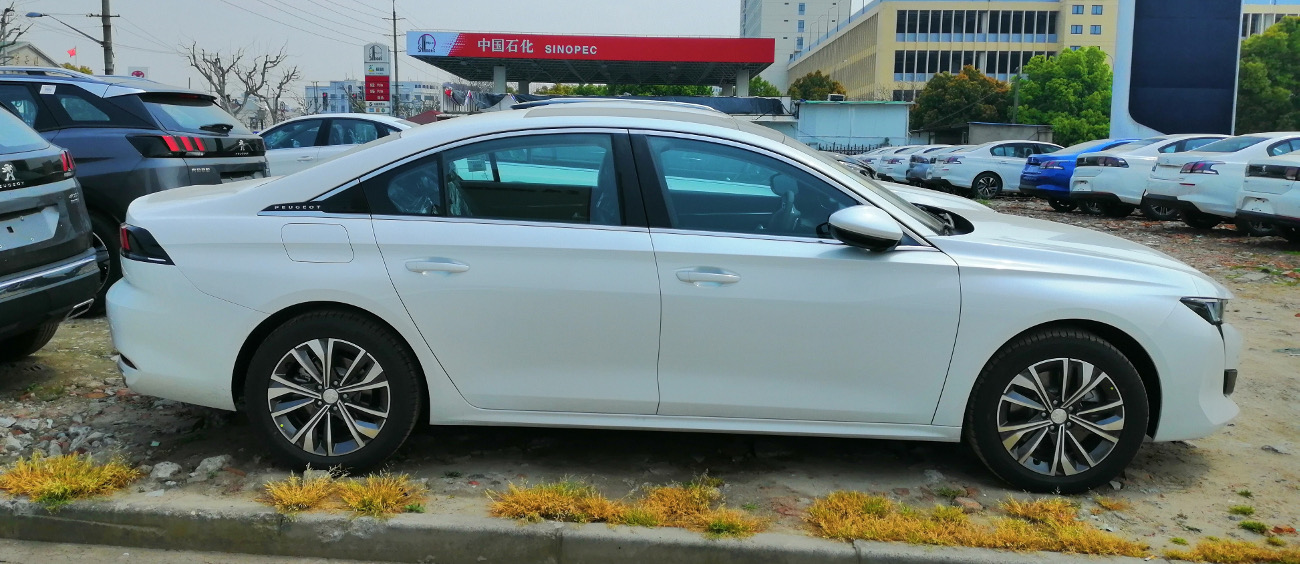
дофейсліфтинговий 508L (вид збоку)
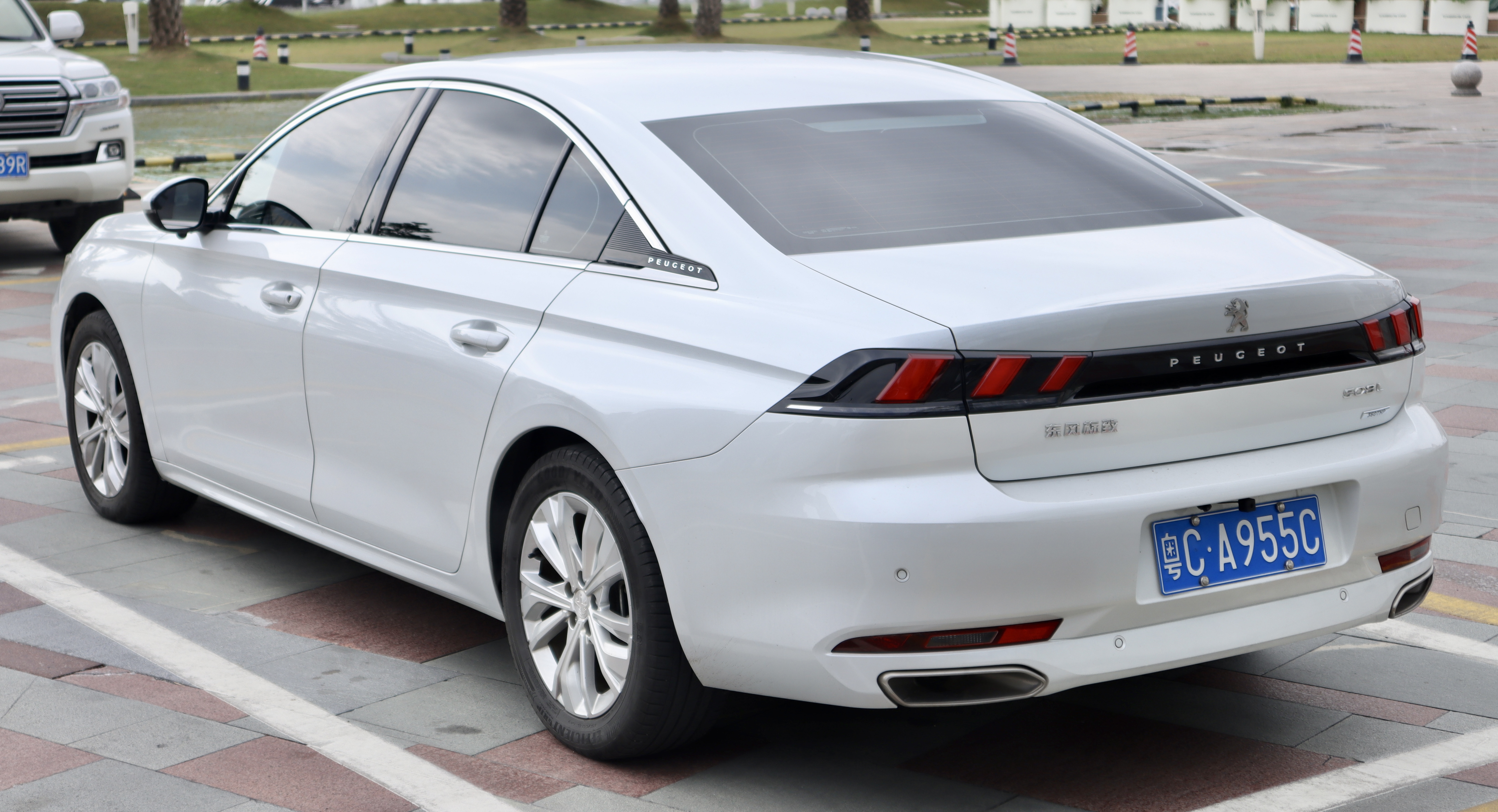
508L (вид ззаду)
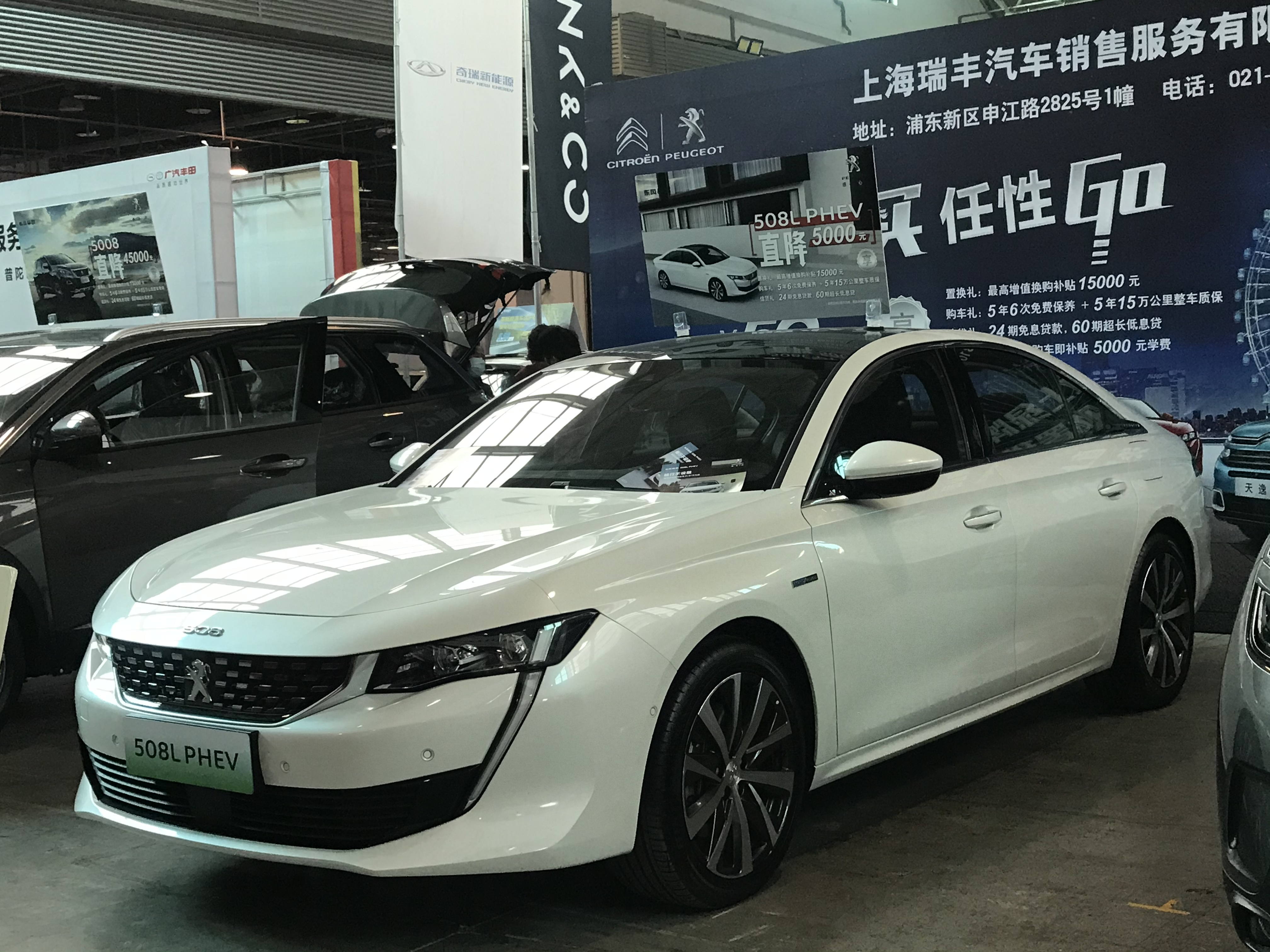
дофейсліфтинговий 508L PHEV
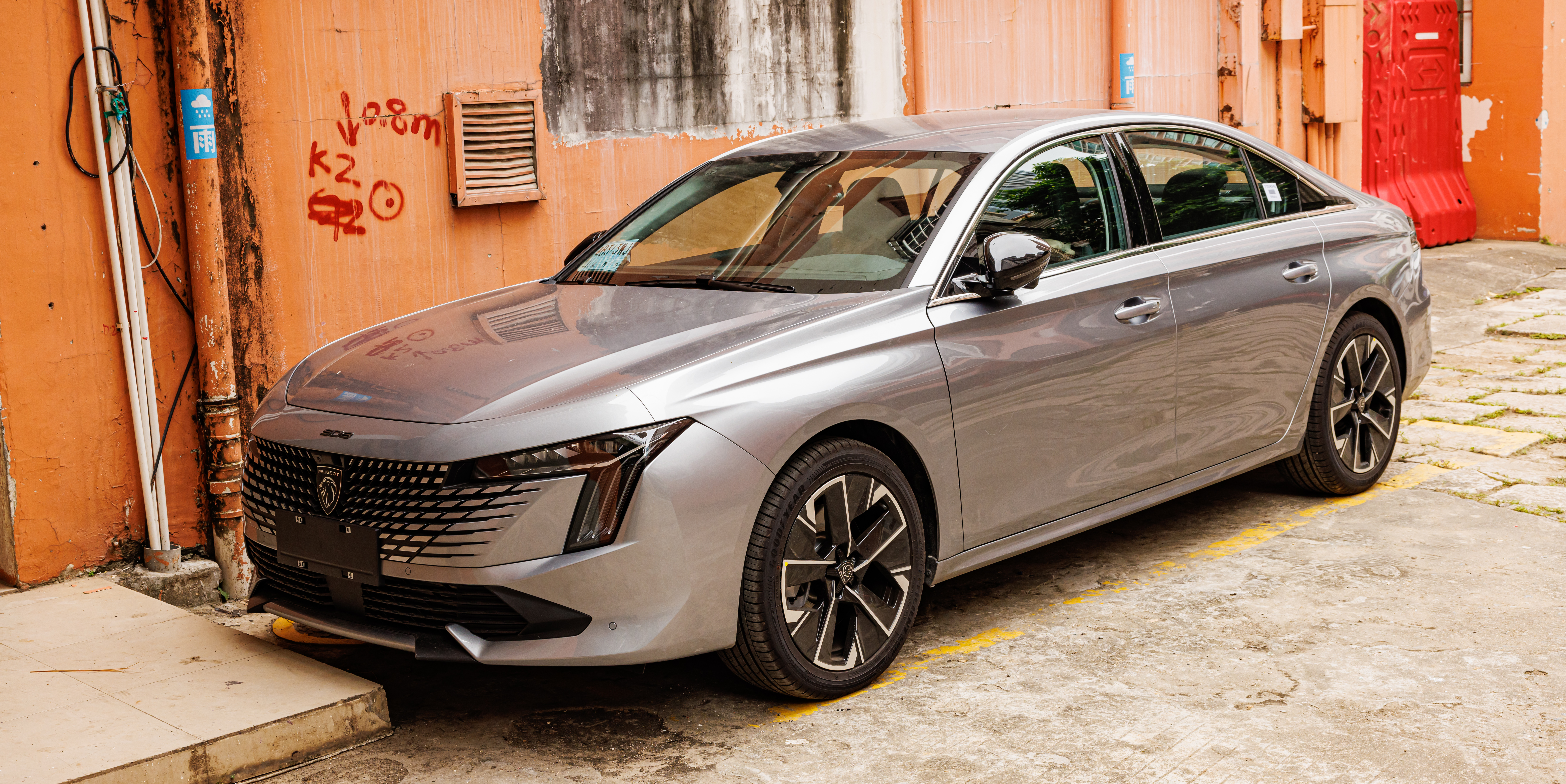
фейсліфт 508L (вид спереду)
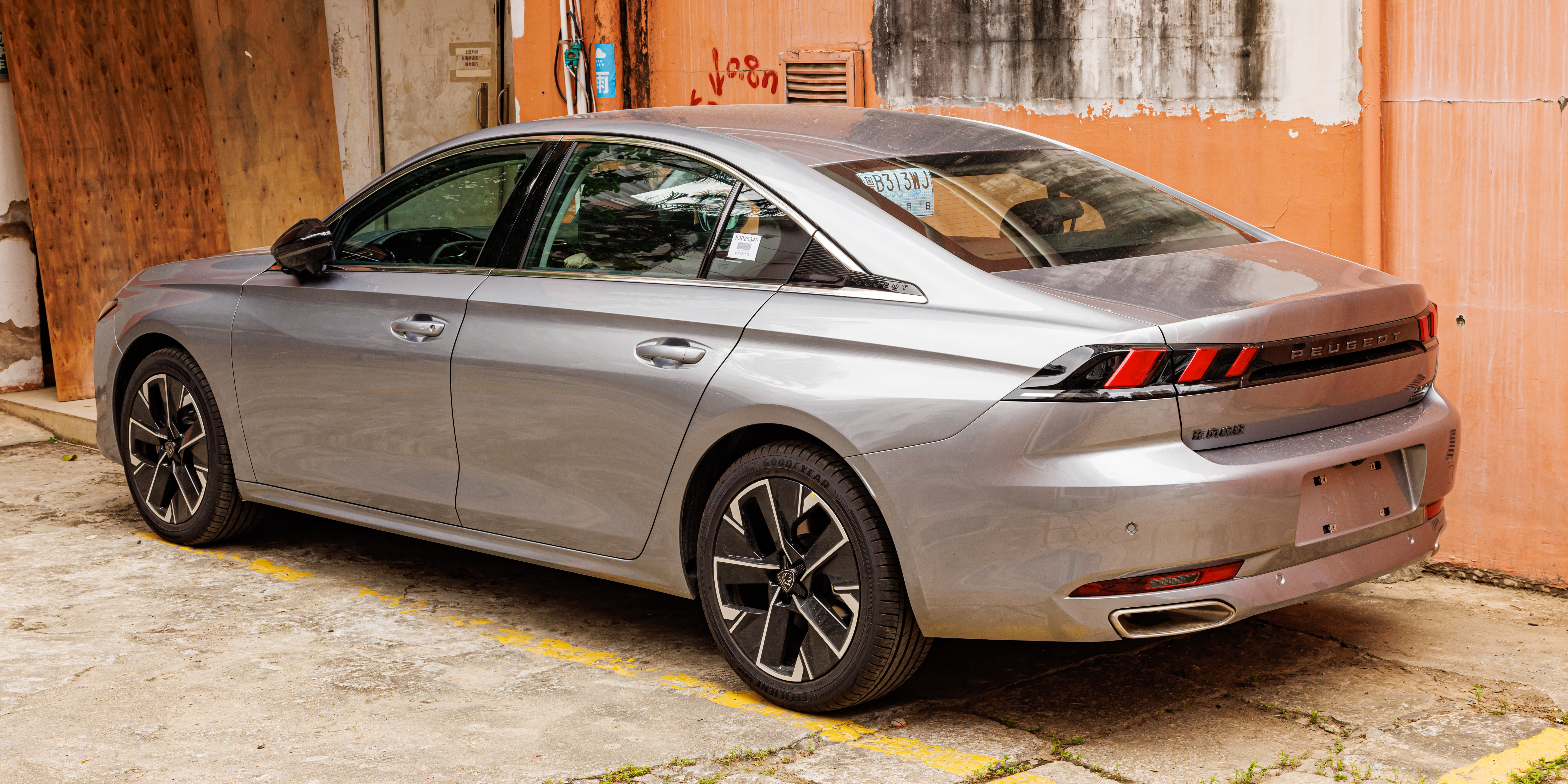
Facelift 508L (вид ззаду)

### Двигуни
Бензинові
- 1.2 PSA PureTech (EB2DTS) I3 131 к.с. 230 Нм
- 1.6 PSA PureTech (EP6FDT) I4 180 к.с. 250 Нм
- 1.6 PSA PureTech (EP6FDT) I4 225 к.с. 300 Нм

Дизельні
- 1.5 PSA DV5 BlueHDI I4 130 к.с. 300 Нм
- 2.0 PSA DW10FC BlueHDI I4 160 к.с. 400 Нм
- 2.0 PSA DW10FC BlueHDI I4 180 к.с. 400 Нм

Гібридні
- 1.6 PSA PureTech (EP6FDT) PHEV I4 + електродвигун, сумарно 225 к.с. 360 Нм
- 1.6 PSA PureTech (EP6FDT) PHEV I4 + 2 електродвигуни, сумарно 360 к.с. 520 Нм (PSE)